# Pristimantis pirrensis
Pristimantis pirrensis es una especie de anfibio anuro de la familia Craugastoridae.

## Distribución
Esta especie es endémica de la provincia de Darién en Panamá. Habita a una altitud de 1 250 m en la Serranía de Pirre.

## Descripción
Su espalda es de color marrón violáceo, muy oscura en su parte media y se aligera en los flancos para convertirse en blanco translúcido en su lado ventral. Solo tres hembras fueron capturadas en la fecha de la publicación original, la más pequeña media 25.8 mm y la más grande 30 mm.

## Etimología
Su nombre de especie, compuesto de pirre y el sufijo latín -ensis, significa "que vive, que habita", y le fue dado en referencia al lugar de su descubrimiento, la Serranía de Pirre.

## Publicación original
- Ibáñez & Crawford, 2004 : A new species of Eleutherodactylus (Anura: Leptodactylidae) from the Darien Province, Panama. Journal of Herpetology, vol. 38, n.º 2, p. 240-243[5]